# Sten Bay Jørgensen
 Der er flere personer med dette navn, se Steen Jørgensen.
Sten Bay Jørgensen (født 25. juni 1939) er en tidligere dansk professor og atlet. 
Bay Jørgensen som var medlem af Ben Hur vandt fire danske mesterskaber i atletik; tre i trespring, et på 110 meter hæk og tre for hold. 
Bay Jørgensen var ansat på Danmarks Tekniske Universitets Institut for Kemiteknik 1971-2009 og grundlagde sammen med professor Rafiqul Gani forskningscentret CAPEC i 1997. 
I løbet af sin karriere havde han adskillige centrale og internationalt funderede funktioner inden for internationale kemitekniske cirkler, f.eks. som dansk medlem af arbejdsgrupper indenfor European Federation of Chemical Engineering og medlem af teknisk udvalg under International Federation of Automatic Control (IFAC) foruden talrige engagementer i organisation af konferencer, videnskabelige udvalg og medlemskab af diverse Advisory Boards. Han er nu knyttet til DTU Kemiteknik og PROSYS som professor emeritus. Desuden er han medlem af flere bestyrelser, bl.a. for Unibio AS og 2-control.  

## Danske mesterskaber
- Guld 1968  Trespring  14,72
- Bronze 1965  Trespring  14,17
- Guld 1964  Danmarksturneringen
- Sølv 1963  Trespring  14,50
- Guld 1962  Trespring  14,80
- Guld 1962  Danmarksturneringen
- Guld 1960  Trespring  14,50
- Guld 1960  110 meter hæk 15,6
- Sølv 1959  Trespring  13,79
- Guld 1959  Danmarksturneringen
- Sølv 1958  Trespring  13,97

## Personlig rekord
- Trespring: 14,80 (1962)